# Campeonato de Eslovaquia de Ciclismo Contrarreloj

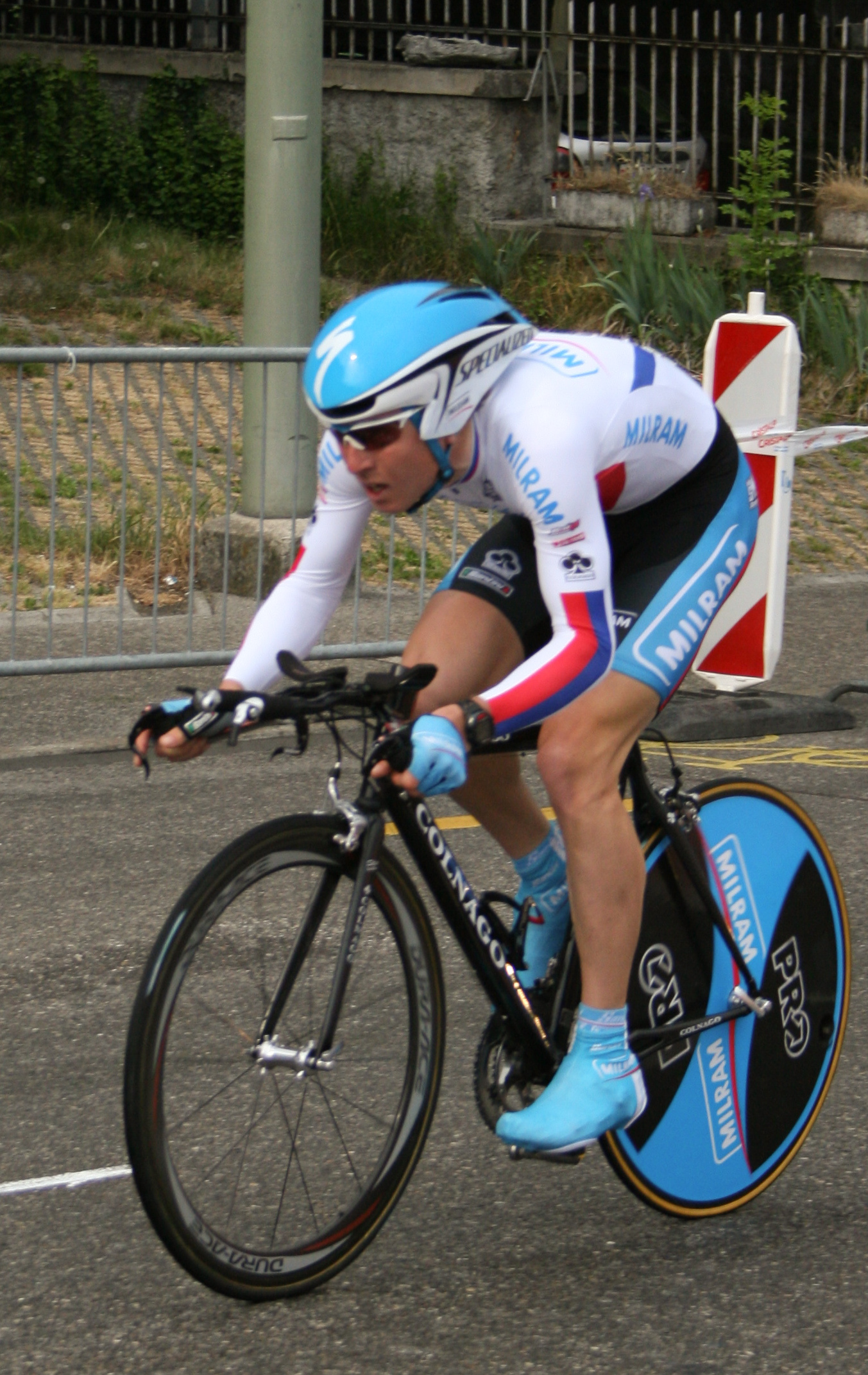
Matej Jurčo, con el maillot de Campeón de Eslovaquia Contrarreloj.

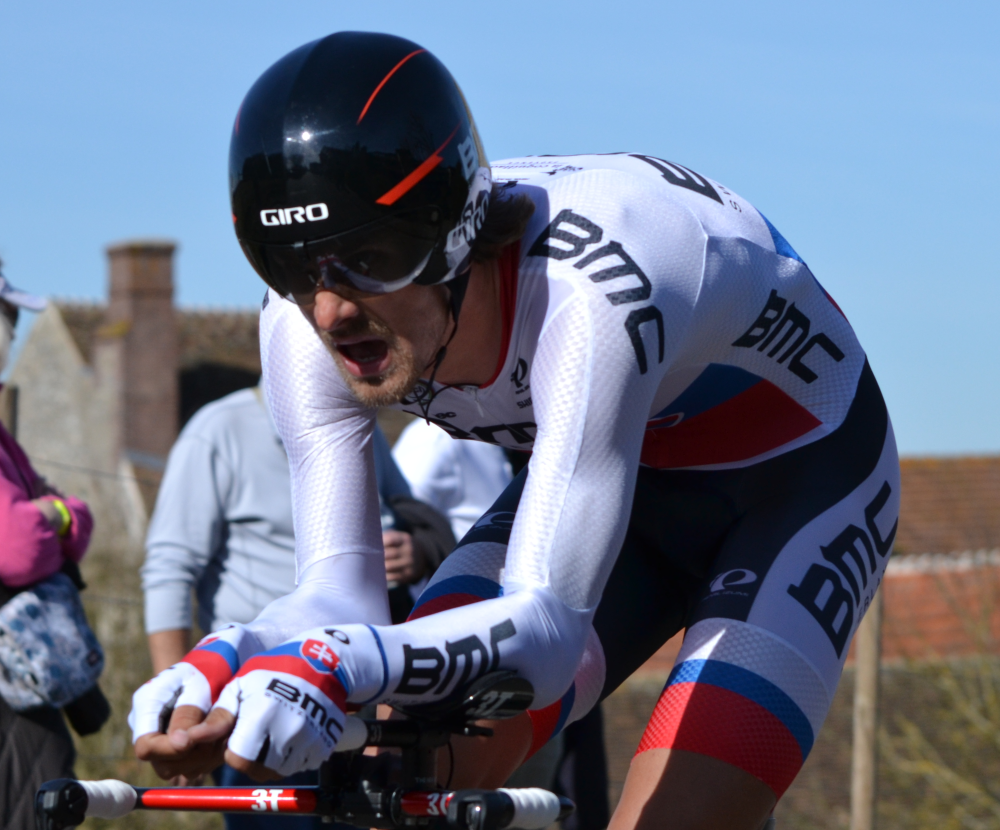
Peter Velits campeón en tres ocasiones.

Los Campeonatos de Eslovaquia de Ciclismo Contrarreloj se organizan anual e ininterrumpidamente desde el año 1998 (excepto en el 2007) para determinar el campeón ciclista de Eslovaquia de cada año, en la modalidad. 
El título se otorga al vencedor de una única carrera, en la modalidad de Contrarreloj individual. El vencedor obtiene el derecho a portar un maillot con los colores de la bandera eslovaca hasta el campeonato del año siguiente, solamente cuando disputa pruebas contrarreloj.

## Palmarés
| Año  | Ganador                | Segundo                | Tercero          |
| 1997 | Miroslav Liptak        | Ján Valach             | Ondrej Slobodník |
| 1998 | Ján Valach             | Miroslav Liptak        | Ondrej Slobodník |
| 1999 | Ondrej Slobodník       | Ján Valach             | Milan Dvorscik   |
| 2000 | Ondrej Slobodník       | Róbert Nagy            | Jan Spak         |
| 2001 | Ján Valach             | Robert Glajza          | Róbert Nagy      |
| 2002 | Ján Valach             | Martin Riška           | Miroslav Keliar  |
| 2003 | Róbert Nagy            | Ondrej Slobodník       | Miroslav Keliar  |
| 2004 | Matej Jurčo            | Ján Valach             | Róbert Nagy      |
| 2005 | Matej Jurčo            | Ján Valach             | Ondrej Slobodník |
| 2006 | Matej Jurčo            | Zoltán Remák           | Martin Riška     |
| 2007 | Anulada                |                        |                  |
| 2008 | Matej Jurčo            | Róbert Nagy            | Roman Broniš     |
| 2009 | Roman Broniš           | Pavol Polievka         | Róbert Nagy      |
| 2010 | Martin Velits          | Pavol Polievka         | Róbert Nagy      |
| 2011 | Pavol Polievka         | Roman Broniš           | Róbert Nagy      |
| 2012 | Peter Velits           | Martin Velits          | Matej Jurčo      |
| 2013 | Peter Velits           | Maroš Kováč            | Milan Barenyi    |
| 2014 | Peter Velits           | Maroš Kováč            | Patrik Tybor     |
| 2015 | Peter Sagan            | Maroš Kováč            | Patrik Tybor     |
| 2016 | Marek Čanecký          | Maroš Kováč            | Roman Broniš     |
| 2017 | Marek Čanecký          | Patrik Tybor           | Adrían Babič     |
| 2018 | Marek Čanecký          | Patrik Tybor           | Martin Haring    |
| 2019 | Ján Andrej Cully       | Marek Čanecký          | Patrik Tybor     |
| 2020 | Ján Andrej Cully       | Martin Haring          | Ronald Kuba      |
| 2021 | Ronald Kuba            | Lukáš Kubiš            | Ján Andrej Cully |
| 2022 | Ján Andrej Cully       | Marek Čanecký          | Ronald Kuba      |
| 2023 | Matúš Štoček           | Martin Jurík           | Marek Čanecký    |
| 2024 | Lukáš Kubiš            | Matthias Schwarzbacher | Dominik Dunár    |
| 2025 | Matthias Schwarzbacher | Lukáš Kubiš            | Martin Svrček    |